# Czynniki niecenowe
Czynniki niecenowe – powodują przesuwanie się krzywej popytu w górę lub w dół. Jako czynniki niecenowe wymienić można:
- dochody konsumentów - gospodarstwa domowe - wzrost dochodów to wzrost popytu, ale również zmiana struktury popytu tzn. mniej pieniędzy wydajemy na żywność, a myślimy o zaspokajaniu potrzeb wyższego rzędu.
- struktura demograficzna - płeć, wiek, wykształcenie, grupy społeczne → pracujący, emeryci, renciści + przyrost naturalny.
- inne czynniki niecenowe:
  - odkrycia geograficzne
  - bezpieczeństwo
  - moda
  - gusta i preferencje
  - jakość i ilość produktu
- hotelarstwo wiąże się z ruchem turystycznym i biznesowym, a zatem dodatkowo popyt zależy od:
  - zapotrzebowania na daną usługę
  - sezonowość ruchu turystycznego
  - standardy
  - stany dróg
  - bezpieczeństwo zewnętrzne i wewnętrzne